# Павловский сельсовет (Чистоозёрный район)
Павловский сельсовет — сельское поселение в Чистоозёрном районе Новосибирской области Российской Федерации.
Административный центр — село Павловка.

## История
Статус и границы сельского поселения установлены Законом Новосибирской области от 2 июня 2004 года № 200-ОЗ «О статусе и границах муниципальных образований Новосибирской области»

## Население
| 2002 | 2010 | 2012 | 2013 | 2014 | 2015 | 2016 |
| ---- | ---- | ---- | ---- | ---- | ---- | ---- |
| 948  | ↘649 | ↘633 | ↘622 | ↘602 | ↘594 | ↘569 |
| 2017 | 2018 | 2019 | 2020 | 2021 |      |      |
| ↘555 | ↘546 | ↘527 | ↘511 | ↗519 |      |      |

## Состав сельского поселения
| № | Населённый пункт | Тип населённого пункта       | Население |
| - | ---------------- | ---------------------------- | --------- |
| 1 | Мироновка        | село                         | ↘129      |
| 2 | Мухино           | деревня                      | ↘72       |
| 3 | Павловка         | село, административный центр | ↘448      |